# Madárbirs

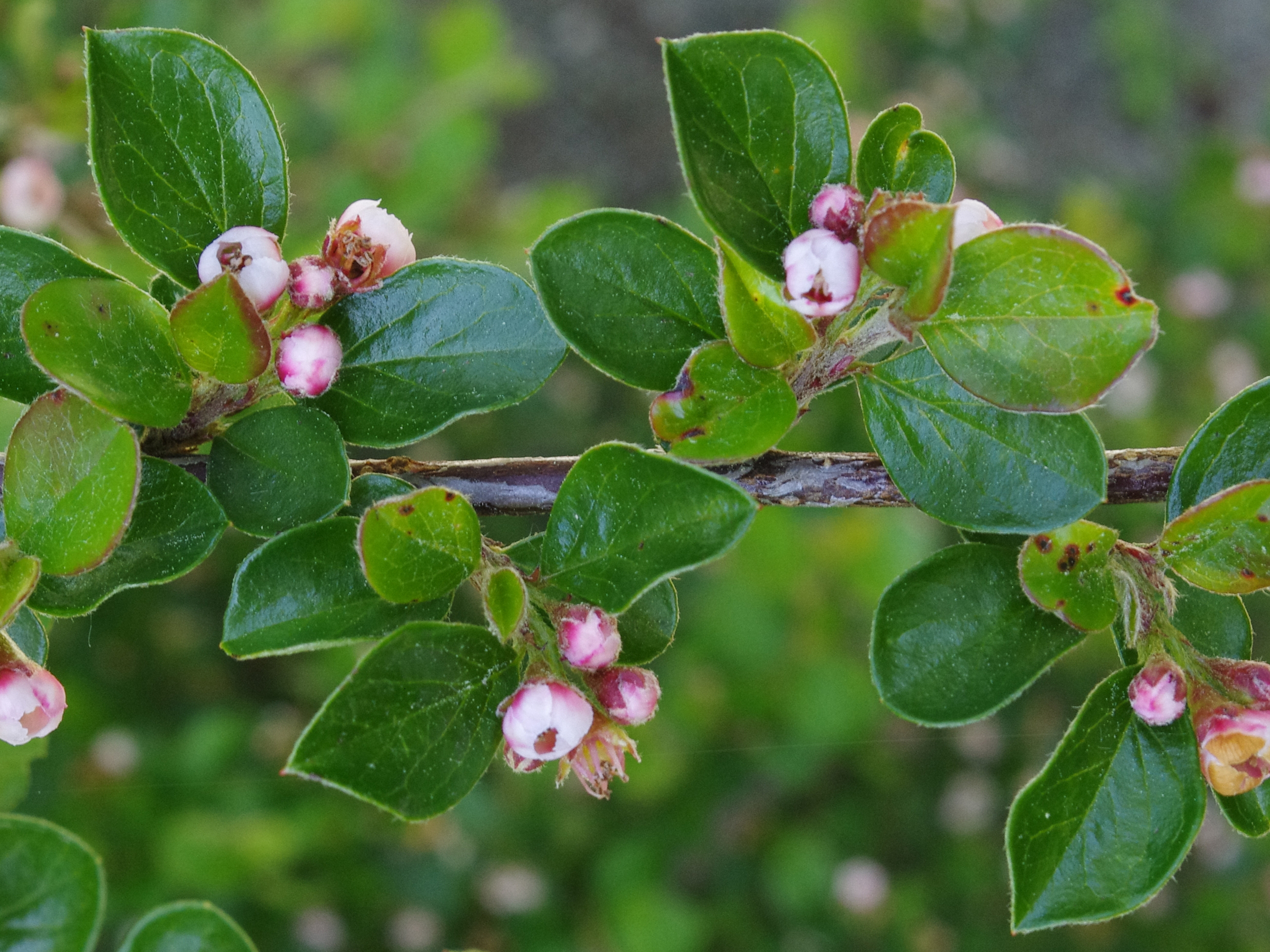
Cotoneaster racemiflorus

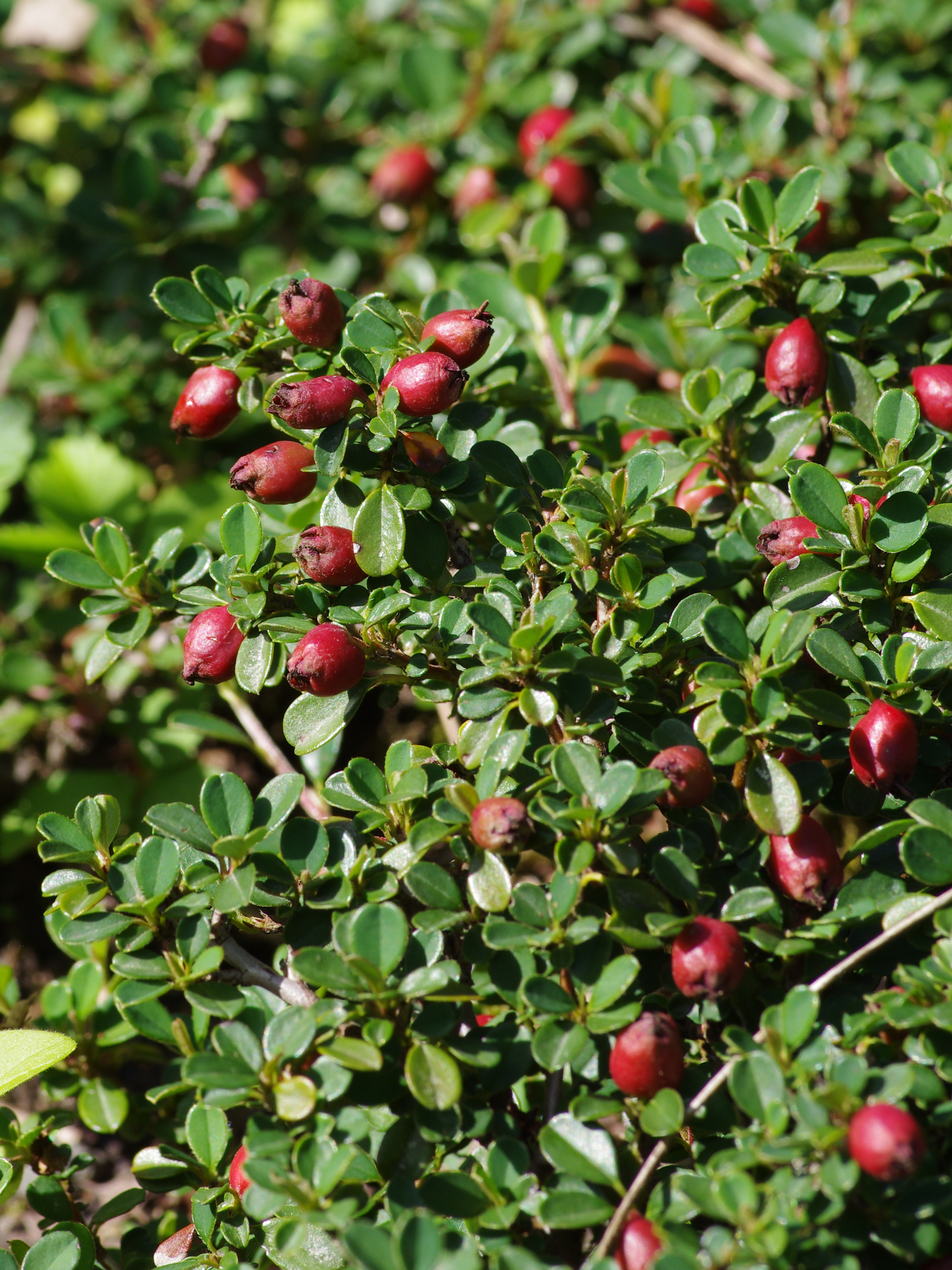
Cotoneaster microphyllus

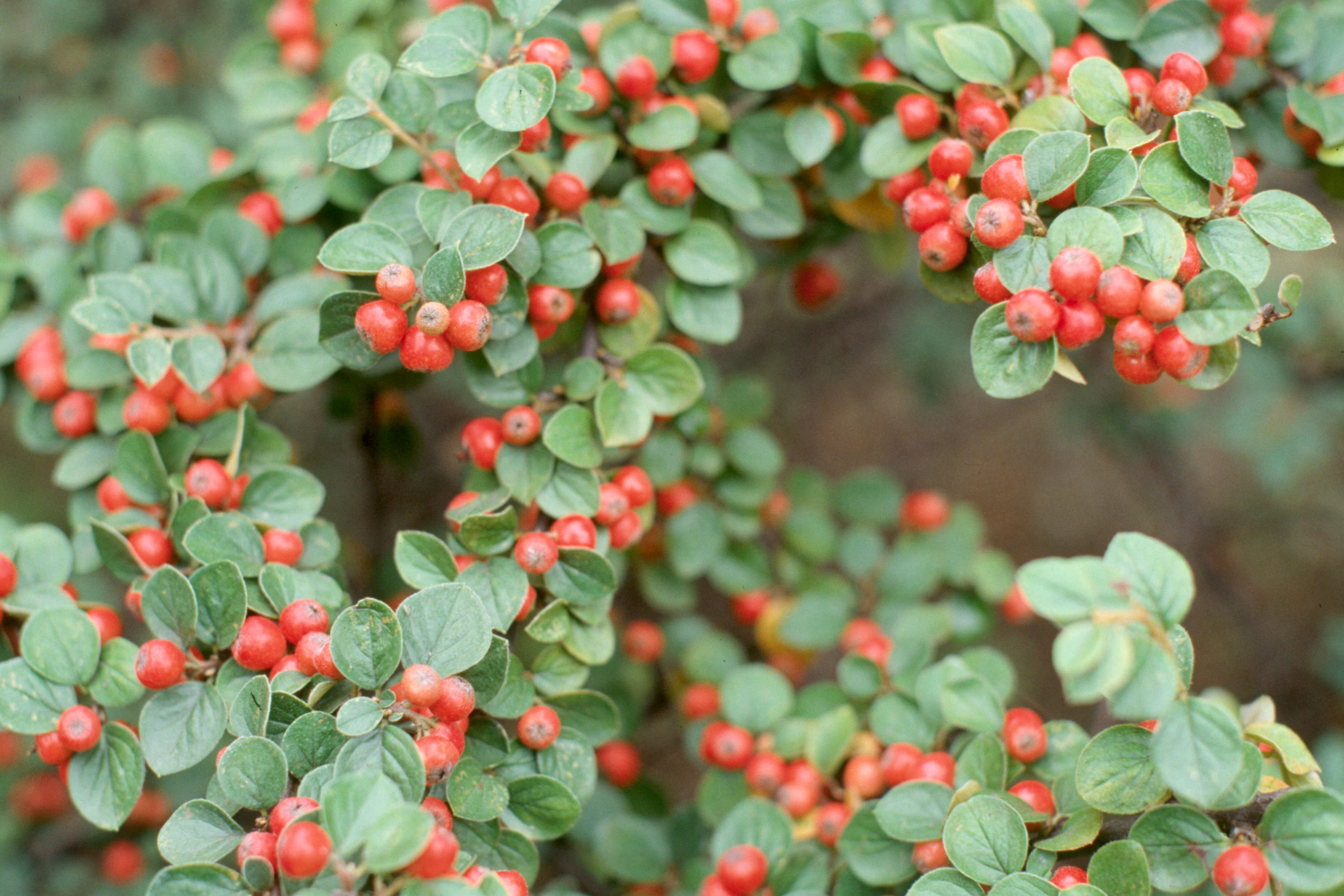
Cotoneaster horizontalis

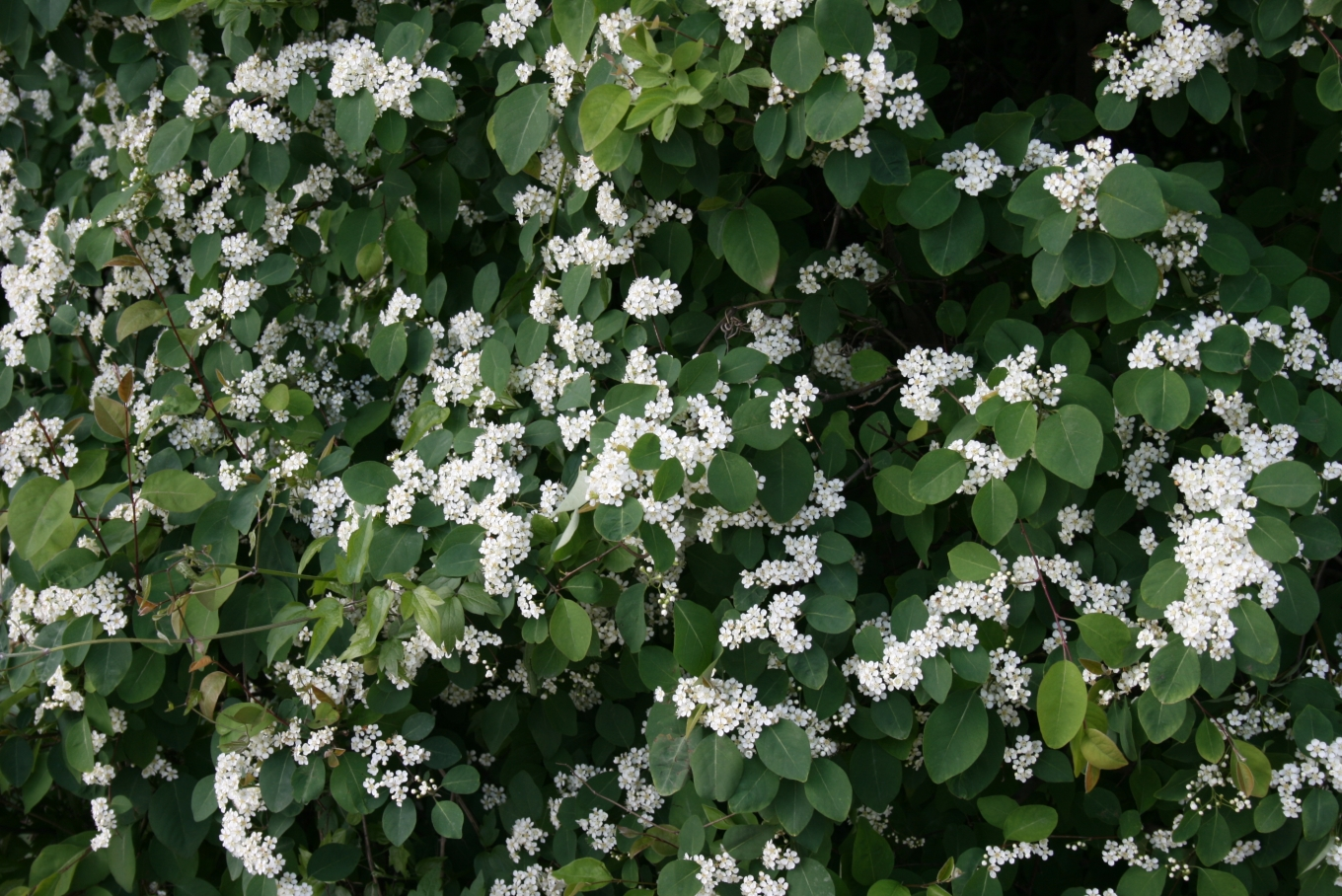
Cotoneaster multiflorus

A madárbirs (Cotoneaster) a rózsafélék családjába tartozó növénynemzetség. A fajok száma értelmezéstől függően 70 és 300 közötti, sok az apomiktikus kisfaj, amiket egyes szerzők fajként, mások változatként tartanak számon.

## Származása, elterjedése
A palearktikus ökozónában (Ázsia mérsékelt övi területei, Európa és Észak-Afrika) őshonos, Délnyugat-Kína hegységeiben és a Himalájában a legváltozatosabb.
Kedvező körülmények között több faj a termesztésből kivadulva özönnövénnyé, ahol a körülmények kedvezők voltak számukra, mint például több kínai faj Északnyugat-Európában, a C. glaucophyllus Ausztráliában és Kaliforniában. Ugyanezen okból A C. simonsii eladását, terjesztését Új-Zélandon korlátozzák.

## Megjelenése, felépítése
A legtöbb faj 0,5–5 m magas elterülő vagy felálló cserje. Néhány faj, nevezetesen a himalájai madárbirs (C. frigidus) 15 m magas fává is nőhet. Az elterülő fajok többnyire magashegyi növények: a Himalájában 3–4000 m magasan élnek, a cserjék pedig alacsonyabban, a réteken, vágásokban, az erdők cserjeszintjében.
Hajtásai dimorfak: a hosszúhajtások 10–40 cm hosszúak, a rövidek 5–15 cm-esek; utóbbiakon fejlődnek a virágok. Levelei váltakozó állásúak, tojásdad vagy lándzsa alakúak. A virágok magányosan vagy akár 100 tagot számláló sátorvirágzatban is állnak, színük a fehér és halvány rózsaszín, vörös árnyalatig terjed. Porzóinak száma 10-20, a termőké 1-5.
Termése apró (5–12 mm átmérőjű), rózsaszín vagy fényes piros, narancssárga, barna vagy fekete almatermés , 1-3 (ritkán 5) maggal. Néhány faj termése egész télen a hajtásokon marad.

## Életmódja, termőhelye
Örökzöld és lombhullató fajai is vannak.
Kártevői (Magyarországon):
- a levéltetvek közül főleg a vértetű (Eriosoma lanigerum),[9]
- a pajzstetvek közül főleg akaliforniai pajzstetű (Quadraspidiotus perniciosus)[10]
- a baktériumok közül főleg az Erwinia amylovora; ez okozza az almafélék tűzelhalás betegségét.

## Felhasználása
Kedvelt, gyakran ültetett kerti díszcserjék. Sok termesztett fajtája van, és sok közülük hibrid eredetű; ezek közül például a C. x watereri Excell a C. frigidus és C. salicifolius természetes hibridje.

## Elnevezése, rendszertani felosztása
A nemzetség neve a latin 'kotoneon' szóból ered. Ez a birs régi neve, az '-aster' képző jelentése 'ahhoz hasonló'. A latin név hímnemű, bár fajai egyes művekben nőnemű végződéssel jelennek meg (pl. a helyes alak C. integerrimus C. integerrima  helyett).
A nemzetség felosztható két vagy több részre, de a fajok besorolását a hibridizáció tovább bonyolítja.
- Cotoneaster sect. Cotoneaster (szin. sect. Orthopetalum). A virágok magányosak vagy hatosával állnak, a szirmok kiemelkednek, gyakran rózsaszínes árnyalatúak. Többnyire kis cserjék.
- Cotoneaster sect. Chaenopetalum. A virágok több mint 20 tagú sátorvirágzatban állnak; a szirmok laposan szétnyílnak, krémfehérek. Általában nagyobb cserjék.

### Ismertebb fajok
- Cotoneaster acutifolius Turcz. – pekingi madárbirs
- Cotoneaster adpressus Bois – henye madárbirs
- Cotoneaster bullatus Bois – hólyagos levelű madárbirs
- Cotoneaster cochleatus (Franch.) G.Klotz – kasmíri madárbirs
- Cotoneaster congestus Baker – havasi madárbirs
- Cotoneaster dammeri C.K.Schneid. – szőnyegmadárbirs
- Cotoneaster dielsianus E.Pritz. ex Diels – dús termésű madárbirs
- Cotoneaster divaricatus Rehder & E.H.Wilson – ragyogó levelű madárbirs
- Cotoneaster floccosus (Rehder & E.H.Wilson) Flinck & B.Hylmö – molyhos levelű madárbirs
- Cotoneaster franchetii Bois – bőrlevelű madárbirs
- Cotoneaster horizontalis Decne. – kerti madárbirs
- Cotoneaster integerrimus Medik. – szirti madárbirs
- Cotoneaster linearifolius (G.Klotz) G.Klotz – keskeny levelű madárbirs
- Cotoneaster lucidus Schltdl. – bajkáli madárbirs
- Cotoneaster melanocarpus Lodd. – fekete madárbirs
- Cotoneaster microphyllus Wall. ex Lindl. – kislevelű madárbirs (nepáli madárbirs)
- Cotoneaster multiflorus Bunge – dús virágú madárbirs
- Cotoneaster nanshan M.Vilm. ex Mottet – korai madárbirs
- Cotoneaster nitens Rehder & E.H.Wilson – fényes levelű madárbirs
- Cotoneaster procumbens Klotz – törpe madárbirs
- Cotoneaster racemiflorus K.Koch – fürtös vagy érdes levelű madárbirs
- Cotoneaster radicans G.Klotz – kúszó madárbirs
- Cotoneaster salicifolius Franch. – fűzlevelű madárbirs
- Cotoneaster suecicus G.Klotz (C. x suecicus, C. conspicuus x C. dammeri) – svéd madárbirs
- Cotoneaster tomentosus Lindl. – nagylevelű madárbirs
- Cotoneaster x watereri (syn. C. x hybridus Hort.) Exell – angol madárbirs

## Képek

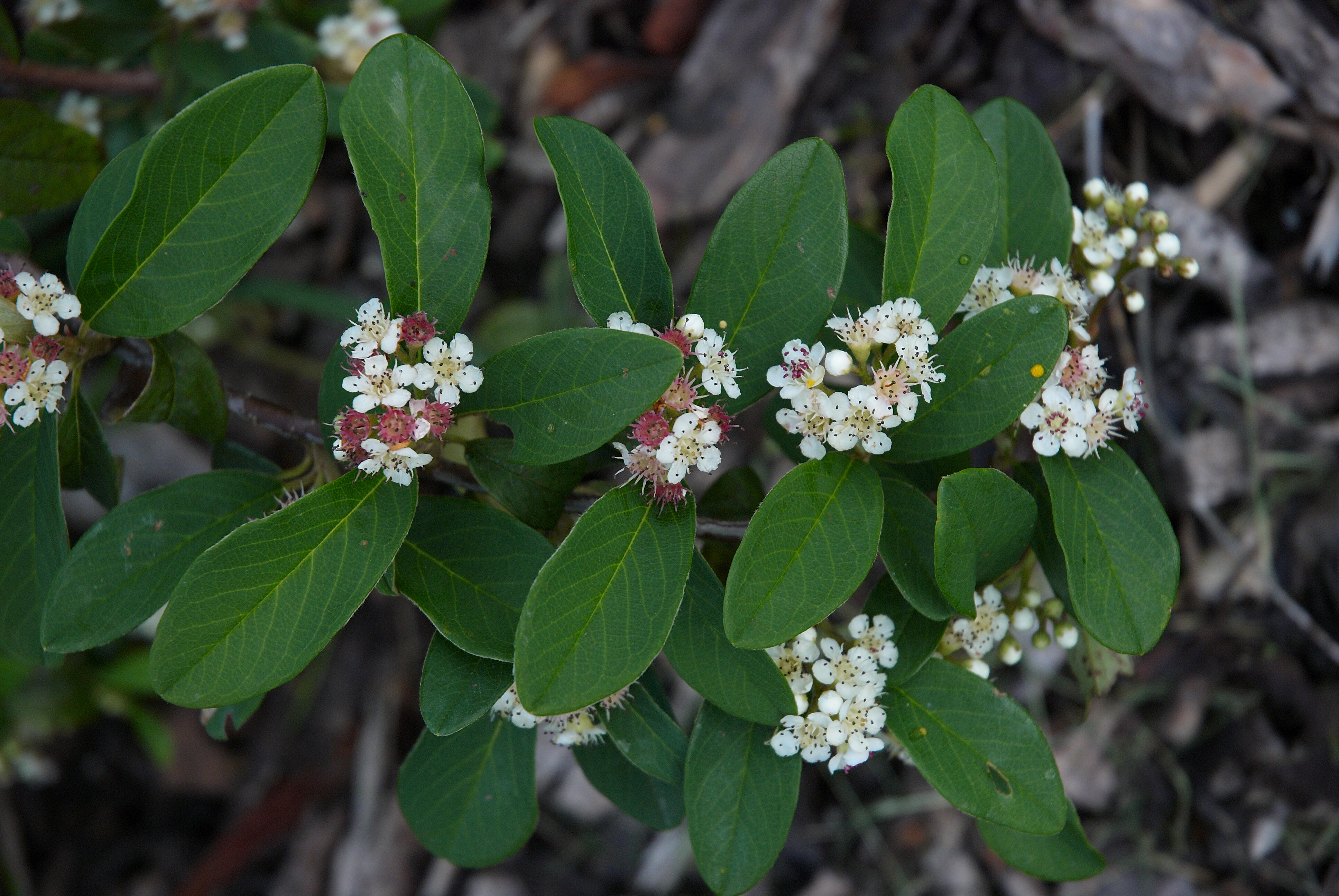
Cotoneaster salicifolius
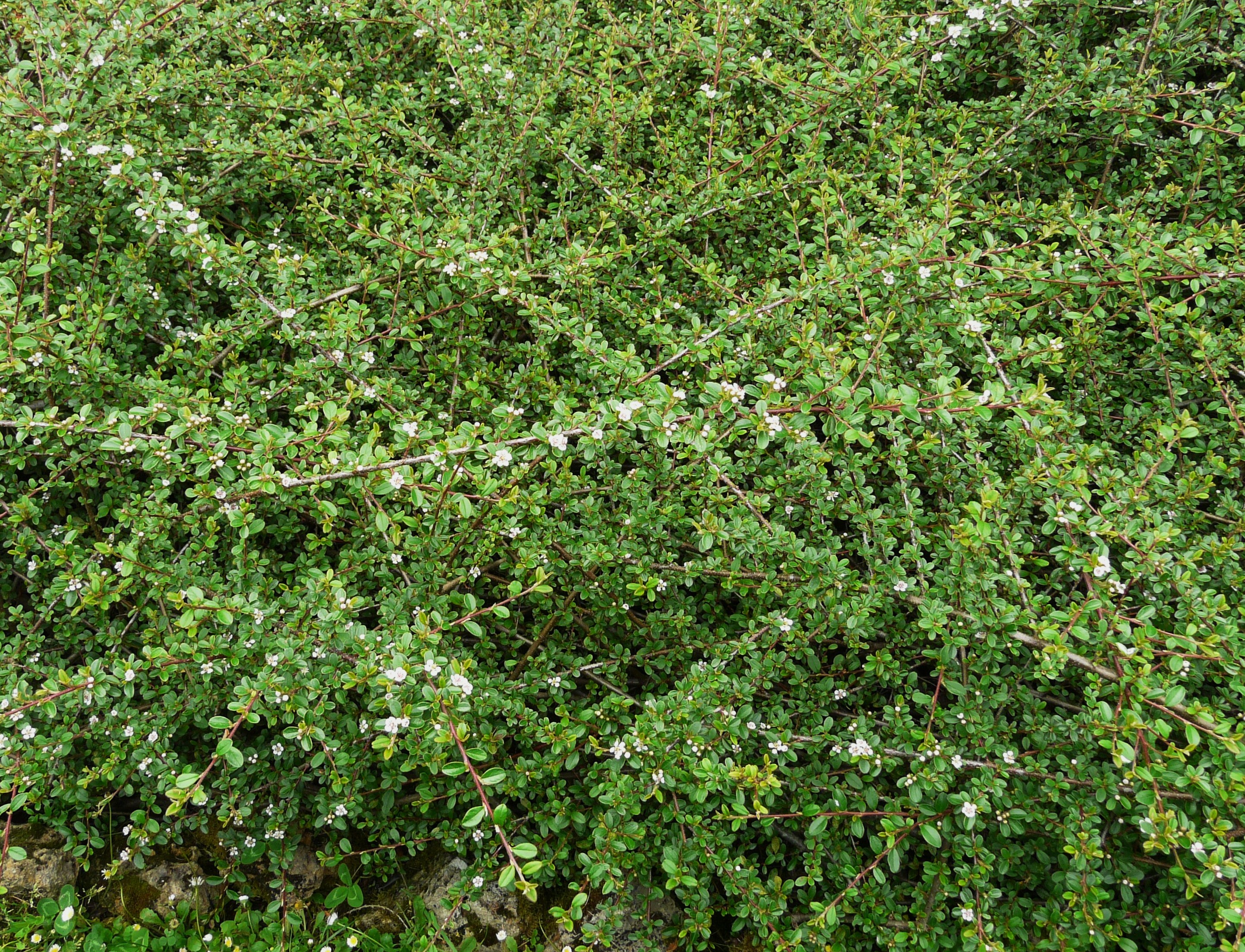
Cotoneaster dammeri
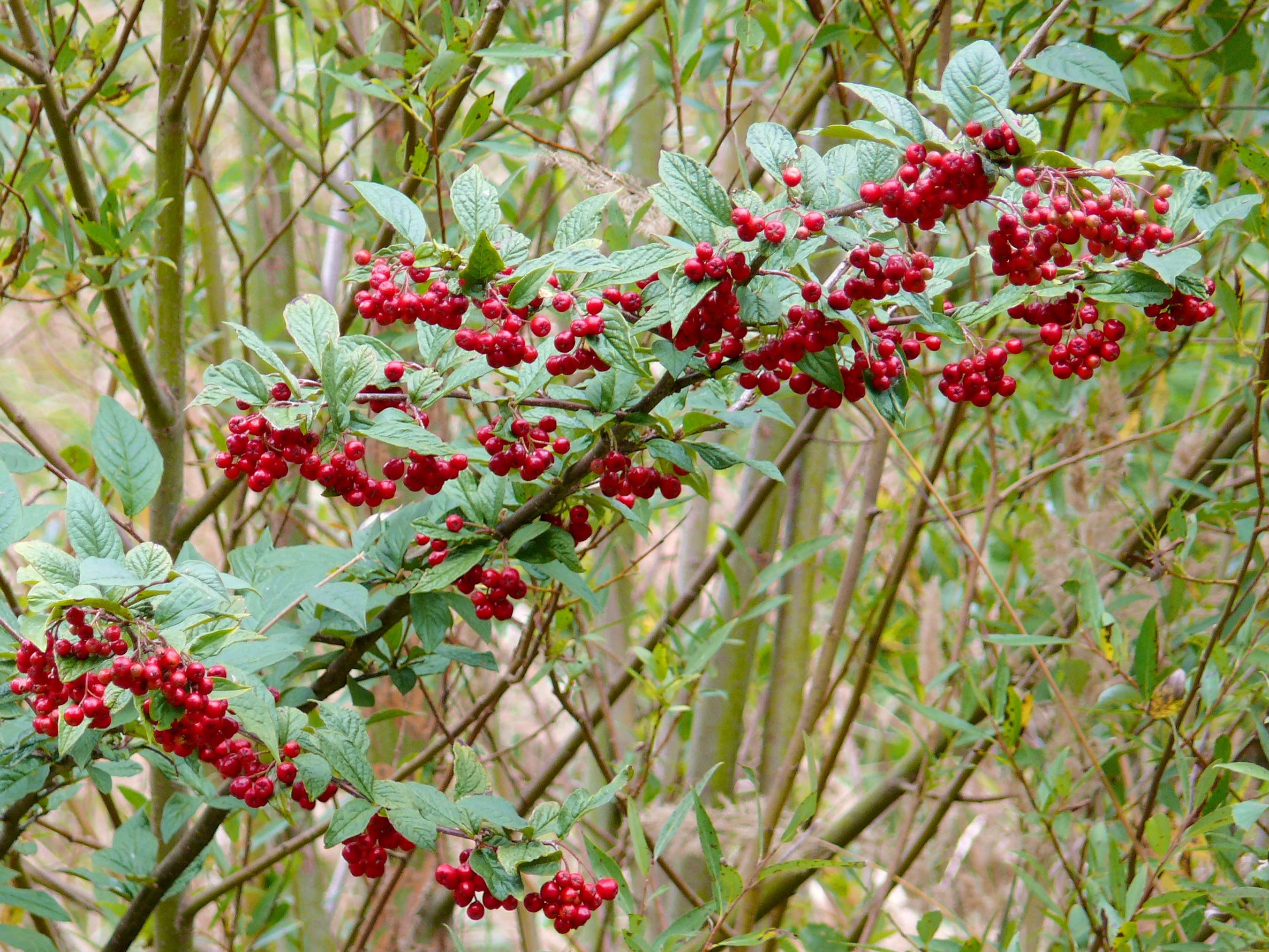
Cotoneaster bullatus
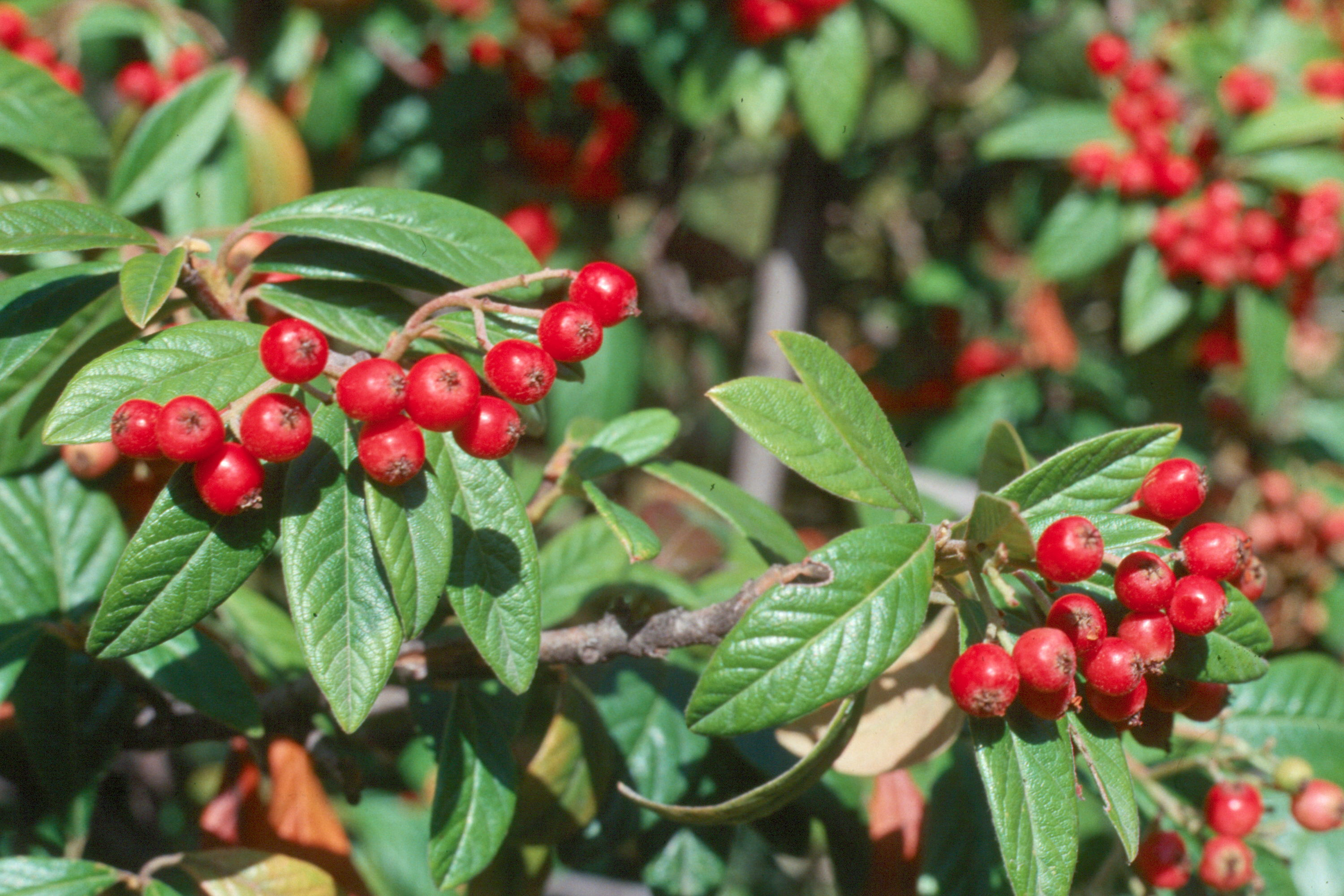
Cotoneaster x watereri
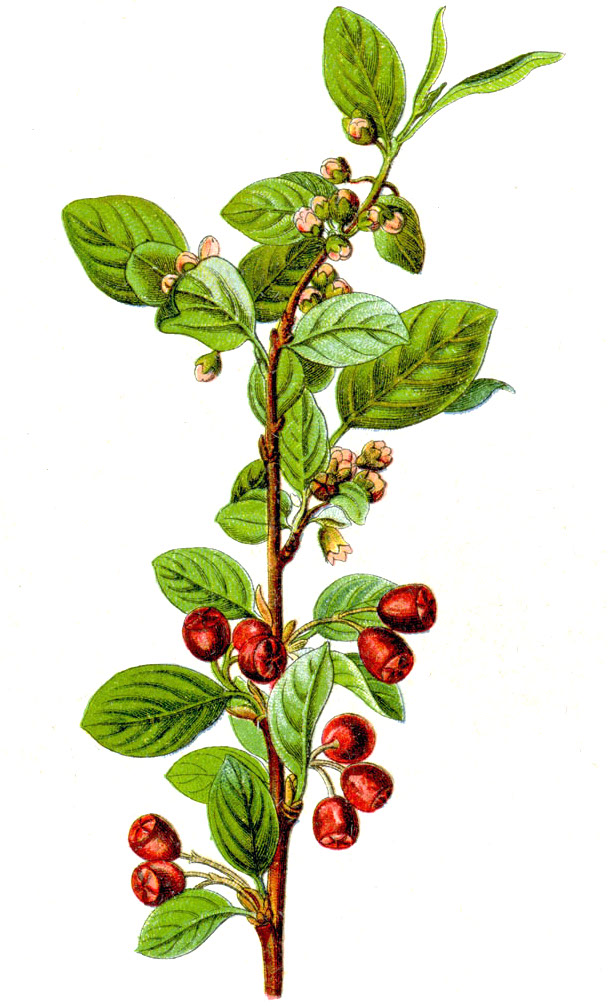
Cotoneaster integerrimus
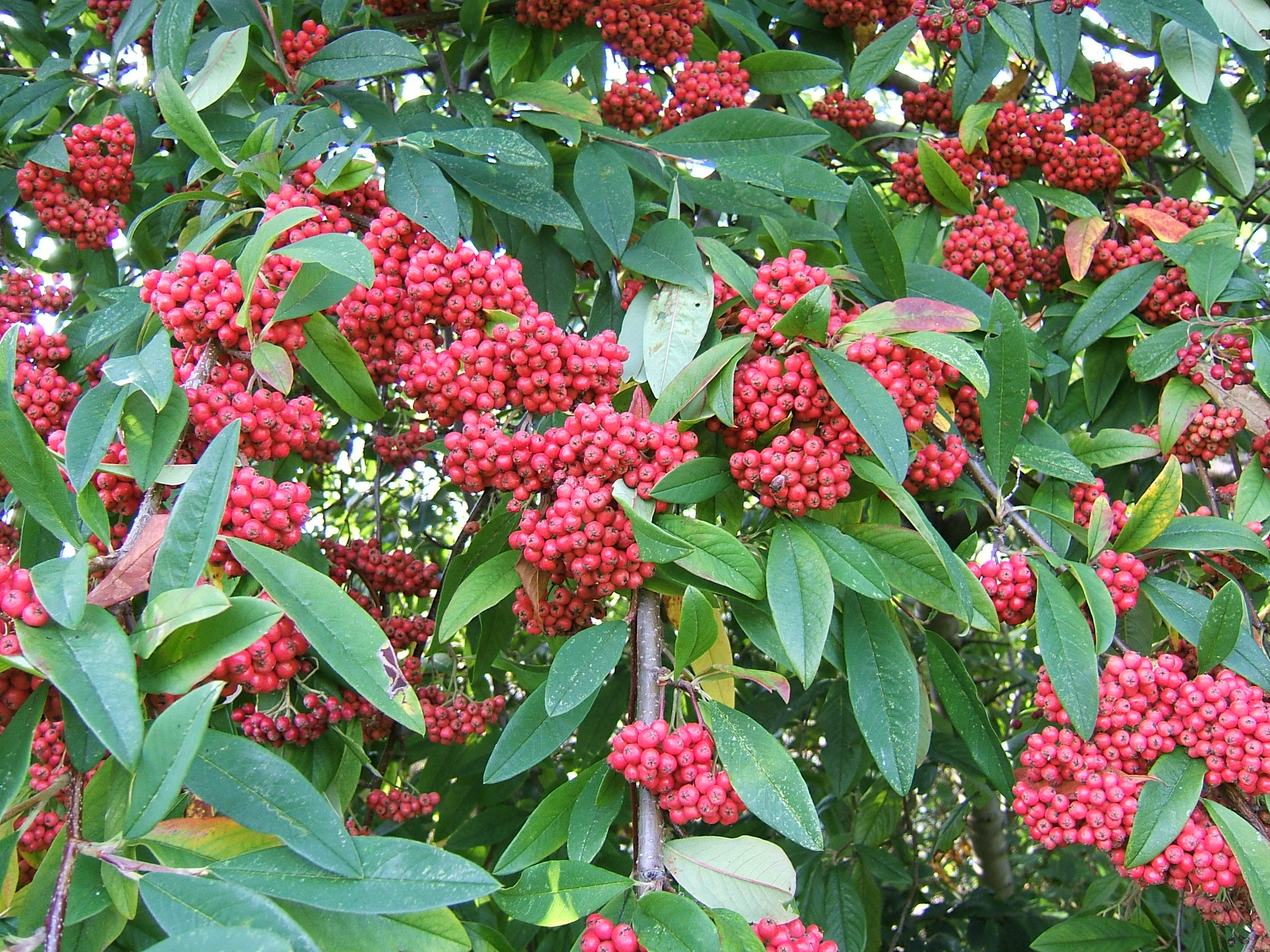
Cotoneaster frigidus
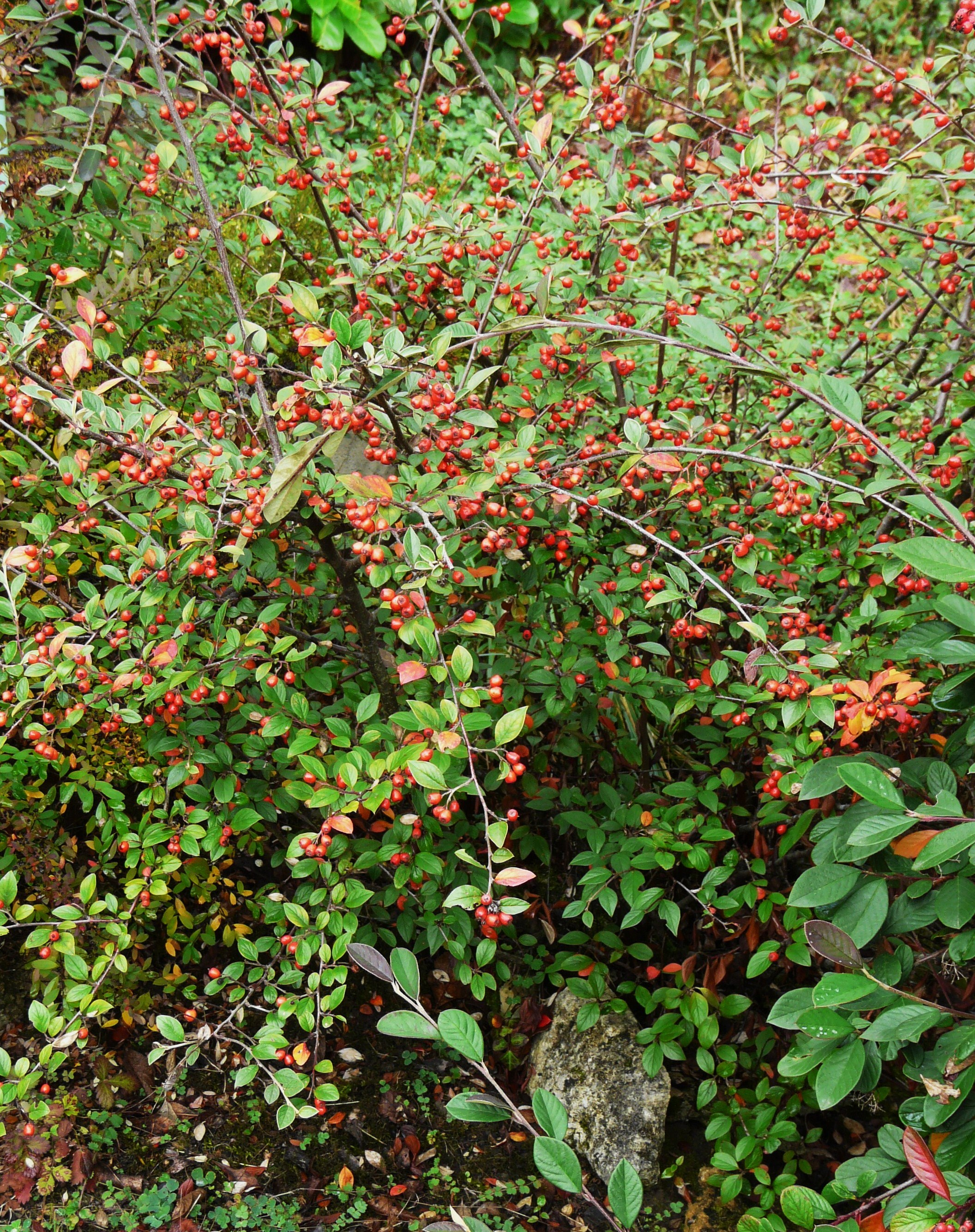
Cotoneaster franchetii
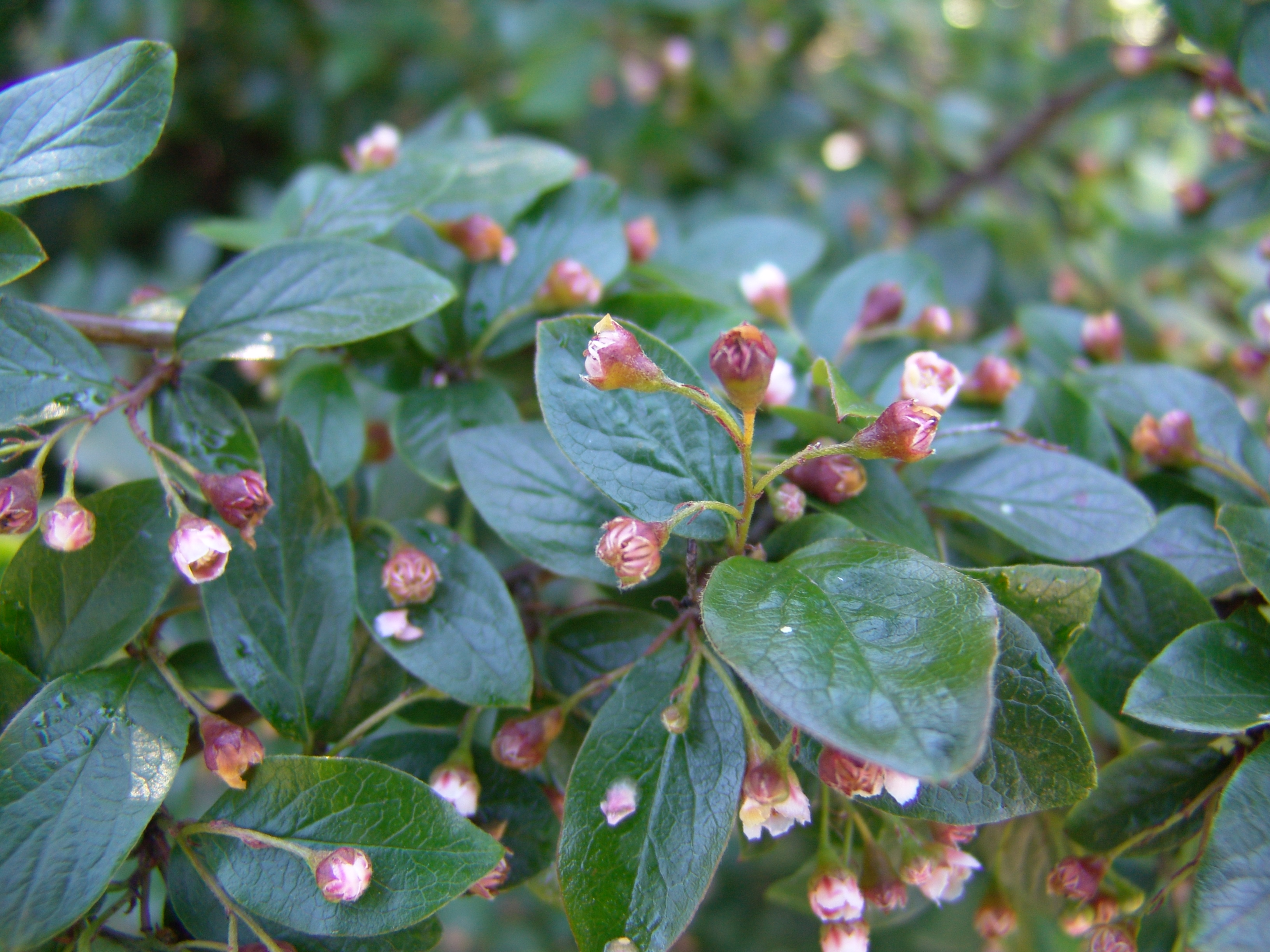
Cotoneaster lucidus

## Fordítás
- Ez a szócikk részben vagy egészben a Cotoneaster című angol Wikipédia-szócikk ezen változatának fordításán alapul.  Az eredeti cikk szerkesztőit annak laptörténete sorolja fel. Ez a jelzés csupán a megfogalmazás eredetét és a szerzői jogokat jelzi, nem szolgál a cikkben szereplő információk forrásmegjelöléseként.